# Нижній Цасучей
Нижній Цасуче́й (рос. Нижний Цасучей) — село, центр Ононського району Забайкальського краю, Росія. Адміністративний центр та єдиний населений пункт Нижньоцасучейського сільського поселення.

## Населення
Населення — 3363 особи (2010; 3427 у 2002).
Національний склад (станом на 2002 рік):
- росіяни — 90 %